# 紅頭軟雀鯛
紅頭軟雀鯛，為輻鰭魚綱鱸形目鱸亞目擬雀鯛科的其中一種，分布於紅海海域，深度30公尺，為熱帶海水魚，棲息在珊瑚礁水域，生活習性不明。

## 擴展閱讀
維基物種上的相關：紅頭軟雀鯛